# Al-Qaeda no Subcontinente Indiano
Al-Qaeda no Subcontinente Indiano (AQSI) (em árabe: جماعة قاعدة الجهاد في شبه القارة الهندية, Jamā‘at Qā‘idat al-Jihād fī Shibh al-Qārrah al-Hindīyah) ou Qaedat al-Jihad no Subcontinente Indiano é uma organização militante islâmica fundada em 2014 e que almeja lutar contra os governos do Paquistão, Índia, Myanmar e Bangladesh para estabelecer um Estado islâmico. É uma organização vinculada à rede Al-Qaeda.